# Xã St. Marys, Quận Perry, Missouri
Xã St. Marys (tiếng Anh: St. Marys Township) là một xã thuộc quận Perry, tiểu bang Missouri, Hoa Kỳ. Năm 2010, dân số của xã này là 1.708 người.